# 猪野薫
猪野 薫（いの かおる、1957年9月15日 - ）は、日本の実業家。DIC株式会社代表取締役会長。

## 概要
千葉県出身。千葉県立船橋高等学校を卒業、早稲田大学政治経済学部に入学。大学卒業後、1981年に大日本インキ工業（現DIC）に入社し、2005年4月に関連事業・購買物流企画管理部長に就任。2008年では財務部長、2011年には資材・物流部長を歴任。2012年に執行役員経営企画部長に就任し、2016年には取締役常務執行役員に着任。2018年1月から代表取締役社長執行役員に就任。2024年1月から代表取締役会長に就任。

## 経歴
- 1981年4月 当社入社
- 2005年4月 関連事業・購買物流企画管理部長
- 2008年4月 財務部長
- 2011年4月 資材・物流部長
- 2012年4月 執行役員 経営企画部長
- 2014年1月 執行役員 経営戦略部門担当、経営企画部長
- 2015年1月 執行役員 経営戦略部門担当
- 2016年1月 常務執行役員 経営戦略部門、DIC川村記念美術館担当
- 2016年3月 取締役 常務執行役員 経営戦略部門、DIC川村記念美術館担当
- 2018年1月 代表取締役 社長執行役員
- 2024年1月 代表取締役 会長

出典：